# Pia Forssell
Pia Forsell, född 1953, är en finländsk litteraturhistoriker.
Pia Forssell disputerade i litteraturvetenskap 2008 på en avhandling om Johan Ludvig Runeberg. Hon arbetar som redaktör på Svenska litteratursällskapets förlag, och har bland annat varit redaktör för litteratursällskapets årsbok Historiska och litteraturhistoriska studier 1999–2009.
Pia Forsell fick Blomska stipendiet av Svenska Akademien 2016.